# Pieris japonica
Pieris japonica (andrómeda japonesa) es una planta incluida en la familia  Ericaceae. Es nativa del este de China, Taiwán, y Japón donde crece formando matorrales de montaña.
También es ampliamente cultivado en el jardín y es el progenitor del híbrido cultivado Pieris 'Forest Flame'.

## Descripción
Pieris japonica es un arbusto o árbol de porte pequeño entre 1 y 3 metros de altura, ocasionalmente puede alcanzar los 10 metros, con hojas simples y alternas en los tallos quebradizos. Las flores son blancas y nacen en la primavera. La planta es venenosa si es consumida por personas o animales.
El nombre "andromeda" procede del género en el que anteriormente estuvo encuadrada.

## Taxonomía
Pieris japonica  fue descrita por (Thunb.) D.Don ex G.Don y publicado en A General History of the Dichlamydeous Plants 3: 832. 1834.
Sinonimnia
- Andromeda japonica Thunb.
- Lyonia polita (W.W. Sm. - Jeffrey) Chun
- Lyonia popowii (Palib.) Chun
- Pieris japonica var. taiwanensis (Hayata) Kitam.

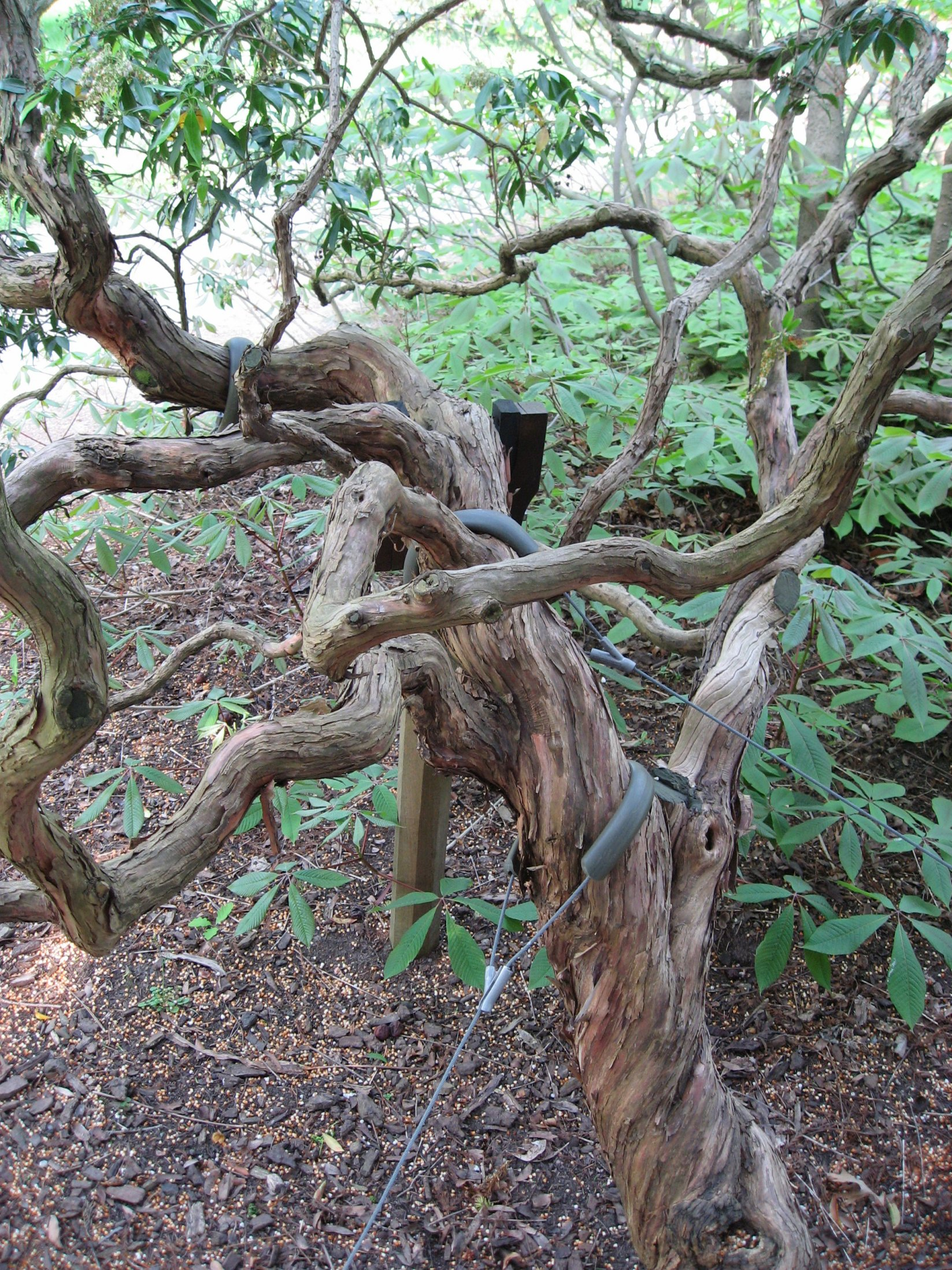
Tronco de Pieris japonica en el Arboretum de la Vallée-aux-Loups, en Francia.

- Pieris polita W.W. Sm. - Jeffrey
- Pieris popowii Palib.
- Pieris taiwanensis Hayata[4][5]